# 대한민국의 헌법재판소 사무처장
헌법재판소 사무처장(憲法裁判所 事務處長, 영어: Secretary-General of the Constitutional Court of Korea)은 헌법재판소의 사무처를 대표하는 직위로, 1994년부터 장관급 정무직공무원으로 보한다.

## 역할과 대우
- 헌법재판소장의 지휘를 받아 사무처의 사무를 관장하며, 소속 공무원을 지휘·감독한다. (헌법재판소법 제17조 제3항)
- 헌법재판소장이 한 처분에 대한 행정소송의 피고가 된다. (헌법재판소법 제17조 제5항)
- 정무직으로, 보수는 국무위원과 같다. (헌법재판소법 제18조 제1항)

## 역대 헌법재판소 사무처장
| 소장              | 대수 | 이름           | 임기                                | 비고            |
| ----------------- | ---- | -------------- | ----------------------------------- | --------------- |
| 조규광            | 초대 | 변정일(邊精一) | 1988년 9월 30일 ~ 1992년 1월 8일    | 차관급으로 출범 |
| 조규광            | 2대  | 김용균(金容鈞) | 1992년 7월 13일 ~ 1994년 10월 15일  |                 |
| 김용준            | 3대  | 이영모(李永模) | 1994년 10월 17일 ~ 1997년 1월 21일  | 장관급으로 격상 |
| 김용준            | 4대  | 장응수(張應水) | 1997년 1월 22일 ~ 2000년 10월 3일   |                 |
| 윤영철            | 5대  | 박용상(朴容相) | 2000년 10월 5일 ~ 2003년 12월 24일  |                 |
| 윤영철            | 6대  | 이범주(李範柱) | 2003년 12월 25일 ~ 2005년 12월 25일 |                 |
| 윤영철            | 7대  | 서상홍(徐相弘) | 2005년 12월 26일 ~ 2007년 3월 10일  |                 |
| 이강국            | 8대  | 하철용(河哲容) | 2007년 4월 16일 ~ 2012년 2월 10일   |                 |
| 이강국            | 9대  | 김택수(金澤洙) | 2012년 2월 13일 ~ 2013년 6월 7일    |                 |
| 박한철            | 10대 | 김용헌(金庸憲) | 2013년 6월 10일 ~ 2017년 11월 8일   |                 |
| 김이수 (권한대행) | 11대 | 김헌정(金憲政) | 2017년 11월 9일 ~ 2019년 6월 14일   |                 |
| 유남석            | 12대 | 박종문(朴鍾文) | 2019년 6월 14일 ~ 2024년 1월 16일   |                 |
| 이종석            | 13대 | 김정원(金正元) | 2024년 2월 14일~                    |                 |

## 같이 보기
- 대한민국 헌법재판소
- 헌법재판소 사무처
- 대한민국의 헌법재판소 사무차장